# هانس كارو
هانس كارو (بالهولندية: Hans Caro)‏ هو مجدف هولندي، ولد في 11 أغسطس 1928 في Wervershoof ‏ في هولندا، وتوفي في 28 يونيو 1972 في أمستلفين في هولندا.

## وصلات خارجية
- هانس كارو على موقع الاتحاد الدولي للتجديف (الإنجليزية)
- هانس كارو على موقع أوليمبيديا (الإنجليزية)